# Project 86
Project 86 est un groupe de rock chrétien américain à tendances heavy metal formé en 1996, originaire du comté d’Orange, en Californie. Le groupe compte huit albums, vendu à près de 500 000 exemplaires à l'international, deux EPs, deux DVD, et un album live. Les paroles poétiques et introspectives d'Andrew Schwab adressent plusieurs thèmes comme la conformité et le vide.
Le groupe est formé par Schwab dans le but d'inspirer les individus à vivre avec l'espoir. En 1998, BEC Recordings publie un album éponyme du groupe qui est bien accueilli par la presse spécialisée. leur deuxième album, Drawing Black Lines, attire l'intérêt des majors ; Atlantic rachète l'album à Tooth & Nail Records, société mère de BEC. Le troisième album du groupe, Truthless Heroes, est exclusivement publié à Atlantic, après que leur contrat ait été racheté. Le groupe se sépare d'Atlantic peu après la sortie de leur troisième opus. Ils négocient un nouveau contrat avec Tooth & Nail, et publient trois nouveaux albums, le dernier étant Picket Fence Cartel en été 2009.
Après la fin de leur contrat avec T&N, en décembre 2011, le groupe annonce une campagne Kickstarter expliquant que « les fans seront désormais notre label. » Leur huitième album, Wait for the Siren, was est publié le 21 août 2012. Leur neuvième album, Knives to the Future, est indépendamment publié par Team Black Recordings le 11 novembre 2014.

## Biographie

### Formation et premier album (1996–1999)
Selon le documentaire XV, Project 86 est formé en milieu 1996 par le chanteur Andrew Schwab dans le comté d’Orange, en Californie. Le guitariste Randy Torres, qui fréquentait le même lycée, est le premier membre recruté. La formation originale inclut Schwab, Torres, Ethan Luck (Demon Hunter, Relient K), et le bassiste Matt Hernandez (Unashamed, The Dingees). Le batteur Alex Albert est recruté après le départ de Hernandez qui quittera le groupe après quelques répétitions, puis Luck endosse la basse. Luck quitte le groupe pour se joindre aux Dingess en été 1997.
Schwab commente dans une interview au sujet du numéro 86 dans le nom du groupe : « La génération avant nous utilisait cette phrase pour décrire ce qu'ils rejetaient... Project 86, c'est un peu l'idée du rejet, ou de la séparation, ou aller à contre-sens des idées reçues. » Le groupe ne tourne pas beaucoup à ses débuts. En 1997, Project 86 est voté comme l'un des meilleurs groupes indépendants par les lecteurs du magazine HM. Au Tomfest la même année, leur prestation est un succès, et Tooth & Nail Records décide de les signer.
Bryan Carlstrom produit leur premier album éponyme. Il a précédemment travaillé sur des albums certifié multi-disque de platine de groupes comme The Offspring et Alice in Chains. Schwab s'inspire de ses problèmes personnels pour écrire des paroles pleines de sens. Sonny Sandoval, chanteur du groupe de nu metal P.O.D., est un invité des sessions. L'album est publié en juin 1998, et bien accueilli par la presse spécialisée. Il se vend à plus de 50 000 exemplaires en date et est significativement diffusé dans les émissions Road Rules et The Real World sur MTV.

### Drawing Black LinesetTruthless Heroes(2000–2003)
Le groupe travaille sur son nouvel album avec le producteur Garth « GGGarth » Richardson à Vancouver, au Canada. Schwab concentre ses paroles sur plusieurs problèmes autres que les siens : « Le nouvel album se consacre moins à moi, et plus au monde qui nous entoure ; les problèmes de société, de culture... ». Après la fin des enregistrements, l'album attire l'intérêt des labels majors, et Atlantic Records rachète les droits de l'album à Tooth and Nail/BEC en mars 2000. Drawing Black Lines atteint la 37e place des Heatseekers et est bien reçu par la presse spécialisée